# Elizabeth Taylor: Regina di cuori
Elizabeth Taylor: Regina di cuori (Elizabeth Taylor: England's Other Elizabeth) è un documentario della rete BBC dedicato a Elizabeth Taylor. In Italia è stato trasmesso sui canali Sky Italia.

## Trama
Il documentario narra la vita e la carriera dell'attrice Elizabeth Taylor, attraverso immagini e clip dei suoi film, da Gran Premio a Cleopatra, ma anche attraverso le testimonianze di amici e colleghi, tra cui Shirley MacLaine, Angela Lansbury e Rod Steiger.